# Musée gallo-romain de Tongres
Le musée gallo-romain de Tongres (en néerlandais : Gallo-Romeins Museum) est une institution provinciale du Limbourg, accueillant artéfacts et autre objets archéologiques de la période romaine trouvés lors de fouilles archéologiques faites à Tongres (Belgique) et dans les environs. Une collection existant depuis 1854 fut aménagée en musée en 1954. Il est géré par la Province de Limbourg.

## Historique
Le musée gallo-romain provincial de Tongres ouvre ses portes en 1954. Dès 1854, un bâtiment abritait une collection d'artéfacts archéologiques rassemblés par le Koninklijk Geschied- en Oudheidkundig Genootschap van Tongeren (Association royale d’histoire et d’antiquité de Tongres).
En 1937, le musée provincial ouvre ses portes dans le béguinage d’Hasselt et présente les pièces les plus importantes d'une collection existant depuis 1854. L'ensemble revient dans la ville de Tongres en 1954 lorsque le bâtiment du musée est prêt. Ouvert en 1954, le musée s'enrichit encore grâce aux dons et aux objets découverts lors de fouilles menées conjointement par le musée et le Service national belge des fouilles. 20 000 visiteurs par an fréquentent le musée.

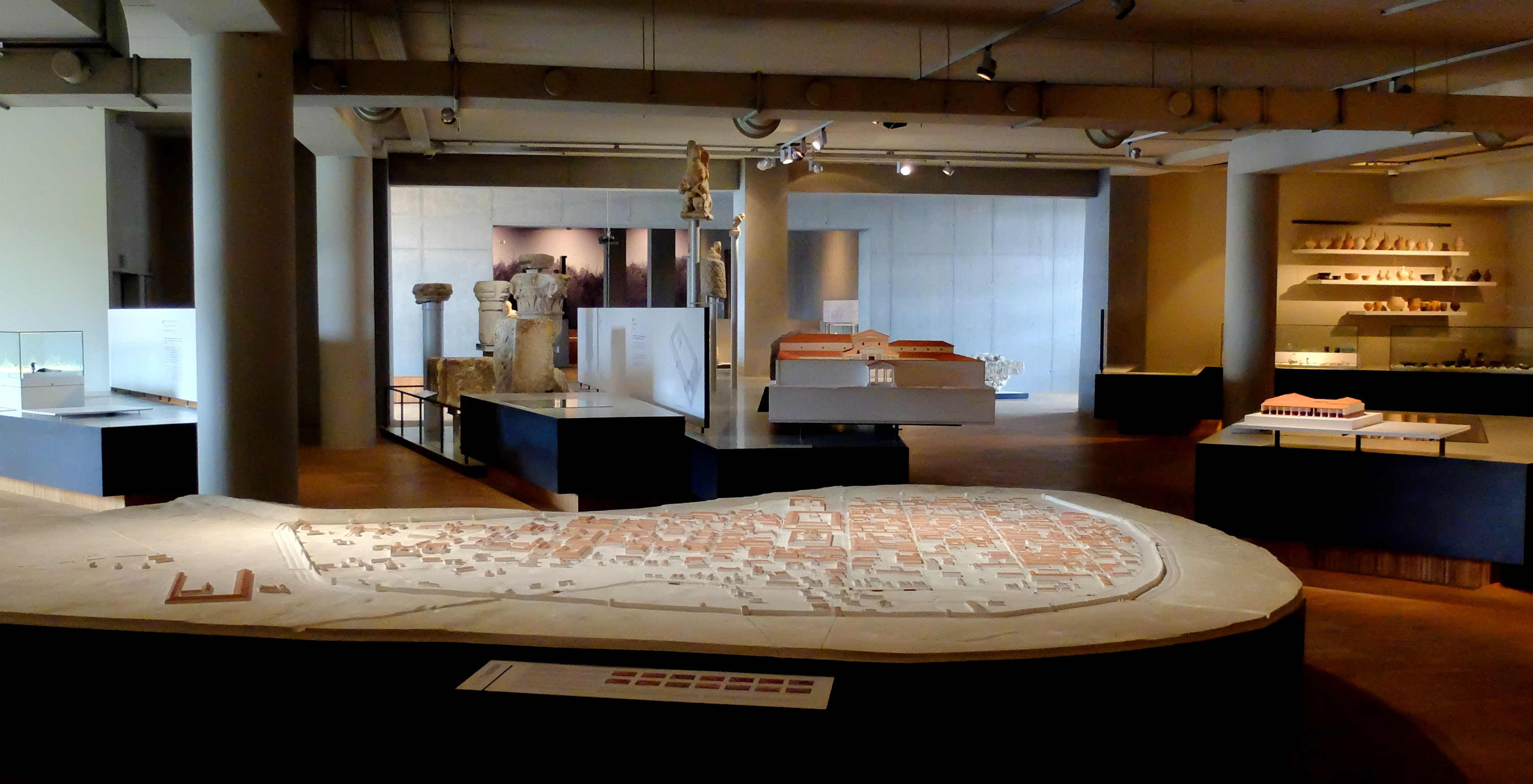
Salle sur les Temps romains, avec maquette de Atuatuca Tungrorum.

Le pouvoir exécutif provincial belge approuve la construction d’un nouveau bâtiment et, en 1994, le nouveau musée conçu par l’architecte Alfredo De Gregorio ouvre ses portes. La nouvelle présentation du musée entraîne une augmentation du nombre de visiteurs. En 2006, un second projet de construction est entamé afin d'encore étendre le musée.

## Activités et reconnaissance publique

### Expositions temporaires

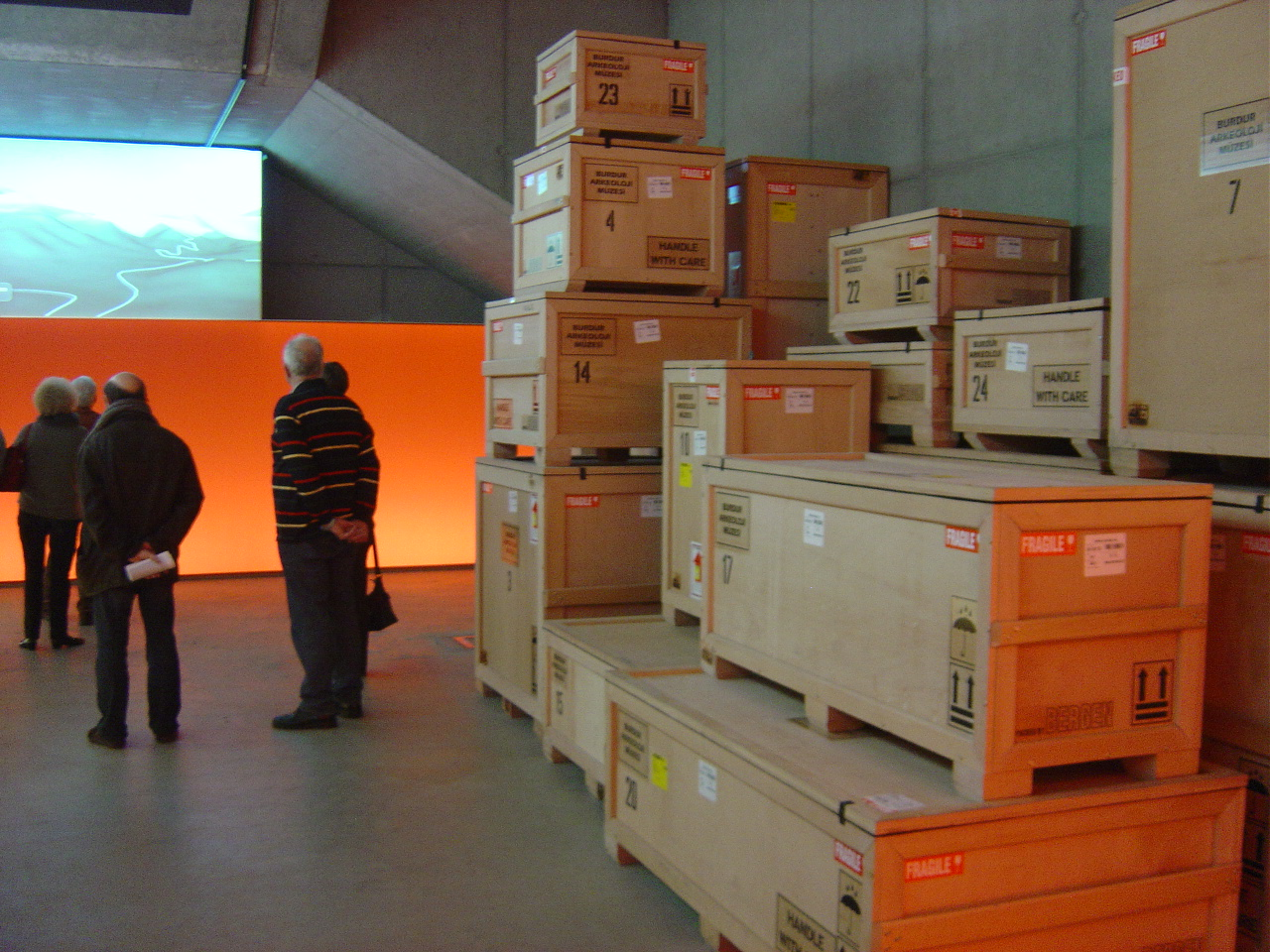
Entrée de l’exposition Sagalassos.

Le musée a présenté diverses expositions temporaires. L’exposition Néanderthaliens en Europe a accueilli 150 000 visiteurs.
- En 2011, le chef légendaire de la Gaule belgique, Ambiorix, est le thème de l’exposition Ambiorix, roi des Eburons. Cette exposition est la première présentée dans le nouveau bâtiment ;
- En 2012, une exposition présente les fouilles de Sagalassos ;
- Au printemps 2013 s’ouvre une exposition sur les Étrusques.

### Récompense
En 2011, le musée est lauréat du Prix du musée européen de l'année ; ce fut le premier musée belge à recevoir ce prix.